# Tiểu bang thứ 51
Tiểu bang thứ 51 (tiếng Anh: 51st state) trong chính trị Hoa Kỳ là một thuật ngữ dùng để chỉ những vùng được cho rằng có thể trở thành một tiểu bang mới của Hoa Kỳ, cộng thêm vào 50 tiểu bang sẵn có của quốc gia này. Trước năm 1959, khi Alaska và Hawaii chưa gia nhập Liên bang Hoa Kỳ, thuật ngữ "49th state" (tiểu bang thứ 49) đã được dùng. Gần đây nhất, Puerto Rico có khả năng thành tiểu bang thứ 51. Washington, D.C. cũng có thể được nâng cấp trở thành một tiểu bang mới của Hoa Kỳ.
Cụm từ "tiểu bang thứ 51", khi được dùng một cách tiêu cực, có thể được nói tới các quốc gia đã và đang nằm dưới sự ảnh hưởng hoặc điều khiển từ chính phủ Hoa Kỳ. Trong nhiều nước trên thế giới, nhiều người tin rằng văn hóa bản địa của họ đã bị Mỹ hóa quá nhiều, những nhóm này cũng thường sử dụng thuật ngữ "tiểu bang thứ 51" như là một cái nhìn nghiêm khắc về nước họ. Thuật ngữ 51st stater (người trong tiểu bang thứ 51) thường được dùng để nói về những người không là công dân Mỹ nhưng luôn bắt chước, mô phỏng tác phong và văn hóa của một người Mỹ, hoặc một chính trị gia không phải người Mỹ nhưng lại thân Mỹ, hoặc ủng hộ chính sách ngoại giao của Mỹ.

## Những vùng đất có khả năng trở thành tiểu bang thứ 51
| Địa điểm                 | Dân số    | Diện tích (sq. mi.) | Chú thích                              |
| ------------------------ | --------- | ------------------- | -------------------------------------- |
| Puerto Rico              | 3,994,259 | 3,514               | Ước tính vào tháng 7 năm 2007          |
| Quần đảo Virgin thuộc Mỹ | 112,000   | 133.73              | Ước tính vào tháng 7 năm 2005          |
| Tổng cộng                | 4,106,259 | 3,647.73            | Puerto Rico & Quần đảo Virgin thuộc Mỹ |

| Địa điểm             | Dân số  | Diện tích (sq. mi.) | Chú thích                                                  |
| Palau                | 19,907  | 177                 | Ước tính vào tháng 7 năm 2005                              |
| Quần đảo Bắc Mariana | 80,801  | 184.17              | Ước tính vào tháng 7 năm 2005                              |
| Quần đảo Marshall    | 61,963  | 69.8                | Ước tính vào tháng 7 năm 2005                              |
| Guam                 | 175,877 | 209.85              | Ước tính vào tháng 7 năm 2008                              |
| Liên bang Micronesia | 108,500 | 271                 | Ước tính vào tháng 7 năm 2006                              |
| Tổng số phụ          | 447,048 | 911.82              | Lãnh thổ ủy thác Liên Hợp Quốc và đảo Guam                 |
| Samoa thuộc Mỹ       | 64,869  | 76.83               | Ước tính vào tháng 7 năm 2006                              |
| Tổng cộng            | 511,917 | 988.65              | Lãnh thổ ủy thác Liên Hợp Quốc và Thái Bình Dương thuộc Mỹ |

## Một số tiểu bang được đề xuất
- Tiểu bang Superior, phía Bắc Michigan
- Tiểu bang Delmarva, từ Đông Maryland và Virginia sáp nhập với một số vùng của tiểu bang Delaware
- Tiểu bang Jefferson, từ Bắc California đến Nam Oregon
- Chia 3 New York thành New York City, Upstate New York và Long Island, theo đó sẽ có 2 bang mới
- Tiểu bang Baja Arizona, trong vùng phía Nam của sông Gila ở miền Nam Arizona.[2][3]

## Chiến tranh Iraq

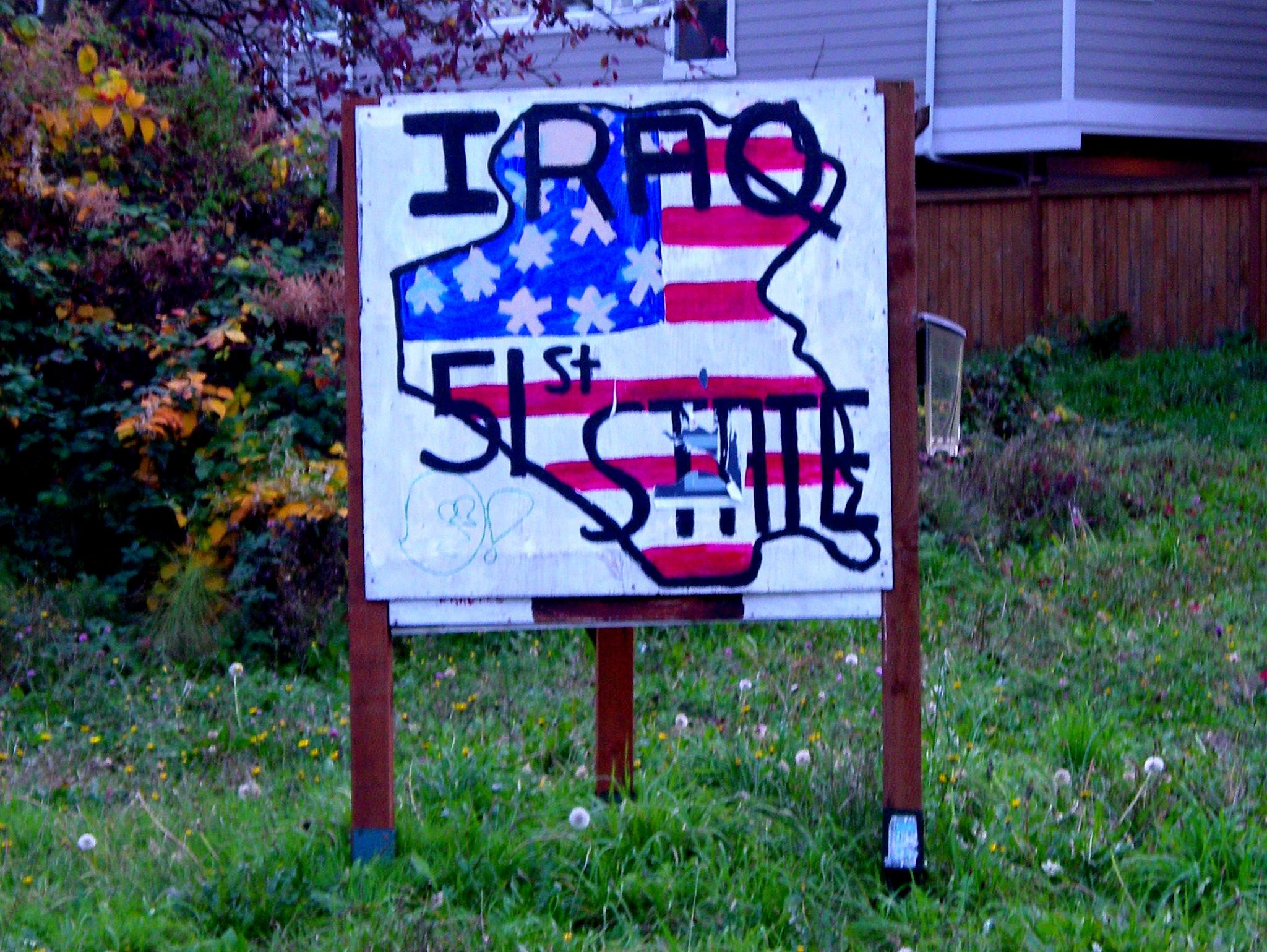
Một công dân ở Seattle, Washington đã mỉa mai treo biểu ngữ tuyên bố Iraq là tiểu bang thứ 51 của Hoa Kỳ.

Nhiều nguồn sách báo đã mỉa mai rằng Chiến tranh Iraq là một cuộc chiến thực dân mới để biến Iraq thành một tiểu bang thứ 51 của Mỹ.

## Tại một số quốc gia
Ba Lan đã bị gọi là "tiểu bang thứ 51" bởi nhiều nhân viên CIA. Tại Úc, thuật ngữ này được dùng để nói về sự xâm lăng văn hóa hoặc ảnh hưởng chính trị từ Hoa Kỳ.
Albania thường hay được gọi là "tiểu bang thứ 51" của Mỹ do sự thân Mỹ mạnh mẽ tại đây. Trong chuyến công du châu Âu của tổng thống Mỹ George W. Bush năm 2007, ông Edi Rama, thị trưởng Tirana đã nói rằng: "Albania chắc chắn là nước thân Mỹ nhất châu Âu, có thể cả thế giới... Không nơi nào mà bạn thấy sự tôn trọng và nhiệt tình như thế đối với tổng thống từ Hoa Kỳ. Kể cả ở tiểu bang Michigan (Mỹ) chưa chắc ông ta được chào đón, hoan nghênh tới như vậy." Trong thời gian cựu Bộ trưởng Ngoại giao Hoa Kỳ James Baker thăm Albania năm 1991, đã có cả một phong trào đòi trưng cầu dân ý tuyên bố nước này là tiểu bang thứ 51 của Mỹ.
Trong một khảo sát năm 2003 thăm dò ý kiến các công dân Đài Loan từ 13 tới 22 tuổi đã cho thấy, khi được cho 2 sự lựa chọn giữa thống nhất với Trung Hoa đại lục hoặc thành một tiểu bang thuộc Mỹ, 55% cho biết muốn làm một tiểu bang của Hoa Kỳ, 36% muốn sáp nhập Trung Quốc. Nhưng cuộc thăm dò dư luận vào tháng 12 năm 2004 cho thấy, nếu có một cuộc trưng cầu dân ý về vấn đề độc lập, thống nhất hay trở thành một bang của Hoa Kỳ, 41% người Đài Loan ủng hộ thống nhất với Trung Hoa đại lục, 24% lựa chọn độc lập tự trị và 5% muốn trở thành tiểu bang của Mỹ.
Một số trang web nhấn mạnh Do Thái là tiểu bang thứ 51 của Mỹ bởi những quỹ tài trợ hàng năm và hỗ trợ quốc phòng mà Do Thái đã nhận từ Hoa Kỳ. Năm 2003, quyển sách "Two Stars for Peace" (2 ngôi sao cho hòa bình) của Martine Rothblatt đã tranh luận thuyết phục cho biện pháp biến Do Thái và Palestine trở thành bang thứ 51 và 52 trong Liên bang Mỹ. "The American State of Canaan", một quyển sách xuất bản vào tháng 3 năm 2009 của giáo sư khoa học chính trị và xã hội học Alfred de Grazia, đề nghị giải pháp thành lập một tiểu bang mới cho nước Mỹ từ lãnh thổ của cả Do Thái và Palestine. New Zealand có Đảng Tiểu bang thứ 51 chủ trương tán thành cho quốc gia họ trở thành một tiểu bang trực thuộc Liên bang Hoa Kỳ.

## Sử dụng trong lịch sử
Năm 1969, nhà văn Norman Mailer, đảng viên Đảng Dân chủ tranh cử chức thị trưởng Thành phố New York đã kiến nghị Thành phố New York được nâng cấp lên thành một tiểu bang thứ 51 thuộc Liên bang.

## Sử dụng trong các tổ chức chính trị
Các chi nhánh ngoại quốc của các tổ chức chính phủ và phi chính phủ có cơ sở chính tại Mỹ rất thường xuyên bị gọi bằng cụm từ "tiểu bang thứ 51" của Hoa Kỳ. Đảng viên Đảng Dân chủ (Hoa Kỳ) và Đảng Cộng hòa (Hoa Kỳ) công tác, hoạt động bên ngoài Hoa Kỳ cũng thường xuyên được coi là "tiểu bang thứ 51".

## "Tiểu bang thứ 51" trong văn hóa đại chúng
- Tiểu thuyết "The Chase of the Golden Meteor" của Jules Verne, xuất bản năm 1908 với cốt truyện tại một thời điểm tương lai không cụ thể, trong đó nước Mỹ có 51 tiểu bang và cờ Mỹ theo đó có 51 ngôi sao. Tác giả không nói rõ quốc gia nào đã sáp nhập vào Liên bang để làm nên con số đó. Trong một tiểu thuyết cùng tác giả trước đó: "Propeller Island", tác giả dự đoán nước Mỹ sẽ sáp nhập Canada và Trung Mỹ vào lãnh thổ của mình.
- Trong loạt phim truyền hình Star Trek: The Next Generation, một tập phim của mùa phim thứ hai tên là The Royale, có một lá cờ 52 sao được treo lên. Bộ phim không nói cụ thể tiểu bang thứ 51 và 52 này nằm ở đâu trên thế giới, nhưng có cho biết thời điểm là thế kỷ XXI. Trong tập phim, viên chỉ huy William Riker cho biết thời điểm cốt truyện vào khoảng từ năm 2033 tới 2079.
- Trong loạt phim hoạt hình nổi tiếng The Simpsons, Ả Rập Xê Út và Do Thái được sáp nhập lại thành một nước, và sau đó hình thành tiểu bang thứ 51 của Hoa Kỳ.
- Phim truyền hình năm 2008 của Canada "The Trojan Horse" có cảnh phim Canada đã tổ chức "trưng cầu dân ý" và công dân xứ này đã bỏ phiếu ủng hộ sáp nhập Canada vào Liên bang Hoa Kỳ. Nhưng thay vì Canada được tính như là 1 bang, thì có đến 6 bang đều sáp nhập vào Liên bang Hoa Kỳ; British Columbia (British Columbia & Yukon), Alberta (Alberta & Northwest Territories), Manitoba (Manitoba & Saskatchewan), Ontario (Ontario & Nunavut), Quebec, và Terra Nova (vùng Atlantic).
- Trong bộ truyện tranh nổi tiếng Watchmen, tổng thống Nixon đã mời tiến sĩ Manhattan (một siêu nhân có năng lực siêu đẳng) can thiệp vào Chiến tranh Việt Nam và quân đội Mỹ đã chiến thắng. Việt Nam cuối cùng trở thành tiểu bang thứ 51 của Mỹ.